# Heterarmia
Heterarmia là một chi bướm đêm thuộc họ Geometridae.